# Statistiche delle competizioni UEFA per club
Questa voce raccoglie le statistiche delle competizioni UEFA per club. Queste sono:
- Coppa dei Campioni/UEFA Champions League, dal 1955;
- Coppa delle Coppe UEFA, dal 1960 al 1999;[2]
- Coppa UEFA/UEFA Europa League, dal 1971;[3]
- UEFA Europa Conference League/UEFA Conference League, dal 2021;
- Coppa Intertoto UEFA, dal 1995 al 2008;[4]
- Supercoppa UEFA, dal 1973;[5]
- Coppa Intercontinentale, dal 1960 al 2004 in collaborazione con la CONMEBOL.

## Vittorie per squadra
|  | Per il ranking secondo le tradizionali coppe europee, vedi Vittorie per squadra nelle coppe europee |

La seguente tabella mostra i club vincitori delle competizioni UEFA per club.
| Posizione | Squadra               | UCL | UWC | UEL | UECL | C.I. | USC | UIC | Totale |
| --------- | --------------------- | --- | --- | --- | ---- | ---- | --- | --- | ------ |
| 1         | Real Madrid           | 15  | -   | 2   | -    | 3    | 6   | -   | 26     |
| 2         | Milan                 | 7   | 2   | -   | -    | 3    | 5   | -   | 17     |
| 3         | Barcellona            | 5   | 4   | -   | -    | -    | 5   | -   | 14     |
| 4         | Liverpool             | 6   | -   | 3   | -    | -    | 4   | -   | 13     |
| 5         | Bayern Monaco         | 6   | 1   | 1   | -    | 2    | 2   | -   | 12     |
| 6         | Juventus              | 2   | 1   | 3   | -    | 2    | 2   | 1   | 11     |
| 7         | Ajax                  | 4   | 1   | 1   | -    | 2    | 2   | -   | 10     |
| 8         | Chelsea               | 2   | 2   | 2   | 1    | -    | 2   | -   | 9      |
| 9         | Inter                 | 3   | -   | 3   | -    | 2    | -   | -   | 8      |
| 9         | Atlético Madrid       | -   | 1   | 3   | -    | 1    | 3   | -   | 8      |
| 9         | Siviglia              | -   | -   | 7   | -    | -    | 1   | -   | 8      |
| 12        | Manchester Utd        | 3   | 1   | 1   | -    | 1    | 1   | -   | 7      |
| 12        | Porto                 | 2   | -   | 2   | -    | 2    | 1   | -   | 7      |
| 14        | Anderlecht            | -   | 2   | 1   | -    | -    | 2   | -   | 5      |
| 14        | Valencia              | -   | 1   | 1   | -    | -    | 2   | 1   | 5      |
| 16        | Amburgo               | 1   | 1   | -   | -    | -    | -   | 2   | 4      |
| 16        | Feyenoord             | 1   | -   | 2   | -    | 1    | -   | -   | 4      |
| 16        | Paris Saint-Germain   | 1   | 1   | -   | -    | -    | 1   | 1   | 4      |
| 16        | Tottenham             | -   | 1   | 3   | -    | -    | -   | -   | 4      |
| 16        | Parma                 | -   | 1   | 2   | -    | -    | 1   | -   | 4      |
| 21        | Nottingham Forest     | 2   | -   | -   | -    | -    | 1   | -   | 3      |
| 21        | Borussia Dortmund     | 1   | 1   | -   | -    | 1    | -   | -   | 3      |
| 21        | Manchester City       | 1   | 1   | -   | -    | -    | 1   | -   | 3      |
| 21        | Aston Villa           | 1   | -   | -   | -    | -    | 1   | 1   | 3      |
| 21        | Dinamo Kiev           | -   | 2   | -   | -    | -    | 1   | -   | 3      |
| 21        | Schalke 04            | -   | -   | 1   | -    | -    | -   | 2   | 3      |
| 21        | Villarreal            | -   | -   | 1   | -    | -    | -   | 2   | 3      |
| 21        | West Ham Utd          | -   | 1   | -   | 1    | -    | -   | 1   | 3      |
| 29        | Benfica               | 2   | -   | -   | -    | -    | -   | -   | 2      |
| 29        | PSV                   | 1   | -   | 1   | -    | -    | -   | -   | 2      |
| 29        | Stella Rossa          | 1   | -   | -   | -    | 1    | -   | -   | 2      |
| 29        | Steaua Bucarest       | 1   | -   | -   | -    | -    | 1   | -   | 2      |
| 29        | Olympique Marsiglia   | 1   | -   | -   | -    | -    | -   | 1   | 2      |
| 29        | Aberdeen              | -   | 1   | -   | -    | -    | 1   | -   | 2      |
| 29        | Lazio                 | -   | 1   | -   | -    | -    | 1   | -   | 2      |
| 29        | Malines               | -   | 1   | -   | -    | -    | 1   | -   | 2      |
| 29        | Werder Brema          | -   | 1   | -   | -    | -    | -   | 1   | 2      |
| 29        | Borussia M'gladbach   | -   | -   | 2   | -    | -    | -   | -   | 2      |
| 29        | Eintracht Francoforte | -   | -   | 2   | -    | -    | -   | -   | 2      |
| 29        | IFK Göteborg          | -   | -   | 2   | -    | -    | -   | -   | 2      |
| 29        | Galatasaray           | -   | -   | 1   | -    | -    | 1   | -   | 2      |
| 29        | Zenit San Pietroburgo | -   | -   | 1   | -    | -    | 1   | -   | 2      |
| 29        | Stoccarda             | -   | -   | -   | -    | -    | -   | 2   | 2      |
| 44        | Celtic                | 1   | -   | -   | -    | -    | -   | -   | 1      |
| 44        | Arsenal               | -   | 1   | -   | -    | -    | -   | -   | 1      |
| 44        | Dinamo Tbilisi        | -   | 1   | -   | -    | -    | -   | -   | 1      |
| 44        | Everton               | -   | 1   | -   | -    | -    | -   | -   | 1      |
| 44        | Fiorentina            | -   | 1   | -   | -    | -    | -   | -   | 1      |
| 44        | Magdeburgo            | -   | 1   | -   | -    | -    | -   | -   | 1      |
| 44        | Rangers               | -   | 1   | -   | -    | -    | -   | -   | 1      |
| 44        | Real Saragozza        | -   | 1   | -   | -    | -    | -   | -   | 1      |
| 44        | Sampdoria             | -   | 1   | -   | -    | -    | -   | -   | 1      |
| 44        | Slovan Bratislava     | -   | 1   | -   | -    | -    | -   | -   | 1      |
| 44        | Sporting Lisbona      | -   | 1   | -   | -    | -    | -   | -   | 1      |
| 44        | Atalanta              | -   | -   | 1   | -    | -    | -   | -   | 1      |
| 44        | Bayer Leverkusen      | -   | -   | 1   | -    | -    | -   | -   | 1      |
| 44        | CSKA Mosca            | -   | -   | 1   | -    | -    | -   | -   | 1      |
| 44        | Ipswich Town          | -   | -   | 1   | -    | -    | -   | -   | 1      |
| 44        | Napoli                | -   | -   | 1   | -    | -    | -   | -   | 1      |
| 44        | Šachtar               | -   | -   | 1   | -    | -    | -   | -   | 1      |
| 44        | Roma                  | -   | -   | -   | 1    | -    | -   | -   | 1      |
| 44        | Olympiacos            | -   | -   | -   | 1    | -    | -   | -   | 1      |
| 44        | Braga                 | -   | -   | -   | -    | -    | -   | 1   | 1      |
| 44        | Newcastle Utd         | -   | -   | -   | -    | -    | -   | 1   | 1      |
| 44        | Auxerre               | -   | -   | -   | -    | -    | -   | 1   | 1      |
| 44        | Bastia                | -   | -   | -   | -    | -    | -   | 1   | 1      |
| 44        | Bologna               | -   | -   | -   | -    | -    | -   | 1   | 1      |
| 44        | Bordeaux              | -   | -   | -   | -    | -    | -   | 1   | 1      |
| 44        | Celta Vigo            | -   | -   | -   | -    | -    | -   | 1   | 1      |
| 44        | Fulham                | -   | -   | -   | -    | -    | -   | 1   | 1      |
| 44        | Guingamp              | -   | -   | -   | -    | -    | -   | 1   | 1      |
| 44        | Karlsruhe             | -   | -   | -   | -    | -    | -   | 1   | 1      |
| 44        | Lens                  | -   | -   | -   | -    | -    | -   | 1   | 1      |
| 44        | Lilla                 | -   | -   | -   | -    | -    | -   | 1   | 1      |
| 44        | Olympique Lione       | -   | -   | -   | -    | -    | -   | 1   | 1      |
| 44        | Malaga                | -   | -   | -   | -    | -    | -   | 1   | 1      |
| 44        | Montpellier           | -   | -   | -   | -    | -    | -   | 1   | 1      |
| 44        | Perugia               | -   | -   | -   | -    | -    | -   | 1   | 1      |
| 44        | Silkeborg             | -   | -   | -   | -    | -    | -   | 1   | 1      |
| 44        | Strasburgo            | -   | -   | -   | -    | -    | -   | 1   | 1      |
| 44        | Troyes                | -   | -   | -   | -    | -    | -   | 1   | 1      |
| 44        | Udinese               | -   | -   | -   | -    | -    | -   | 1   | 1      |

## Vittorie per nazione
|  | Per il ranking nelle tradizionali coppe europee, vedi Vittorie per nazioni nelle coppe europee |

La seguente tabella raggruppa per nazioni i successi nelle varie competizioni UEFA per club.
Aggiornato alla Supercoppa UEFA 2025.
| Posizione | Squadra          | UCL | UWC | UEL | UECL | C.I. | USC | UIC | Totale |
| --------- | ---------------- | --- | --- | --- | ---- | ---- | --- | --- | ------ |
| 1         | Spagna           | 20  | 7   | 14  | -    | 4    | 17  | 5   | 67     |
| 2         | Inghilterra      | 15  | 8   | 10  | 2    | 1    | 10  | 4   | 50     |
| 2         | Italia           | 12  | 7   | 10  | 1    | 7    | 9   | 4   | 50     |
| 4         | Germania         | 8   | 4   | 7   | -    | 3    | 2   | 8   | 32     |
| 5         | Paesi Bassi      | 6   | 1   | 4   | -    | 3    | 2   | -   | 16     |
| 5         | Francia          | 2   | 1   | -   | -    | -    | 1   | 12  | 16     |
| 7         | Portogallo       | 4   | 1   | 2   | -    | 2    | 1   | 1   | 11     |
| 8         | Belgio           | -   | 3   | 1   | -    | -    | 3   | -   | 7      |
| 9         | Scozia           | 1   | 2   | -   | -    | -    | 1   | -   | 4      |
| 9         | Unione Sovietica | -   | 3   | -   | -    | -    | 1   | -   | 4      |
| 11        | Russia           | -   | -   | 2   | -    | -    | 1   | -   | 3      |
| 12        | Jugoslavia       | 1   | -   | -   | -    | 1    | -   | -   | 2      |
| 12        | Romania          | 1   | -   | -   | -    | -    | 1   | -   | 2      |
| 12        | Svezia           | -   | -   | 2   | -    | -    | -   | -   | 2      |
| 12        | Turchia          | -   | -   | 1   | -    | -    | 1   | -   | 2      |
| 16        | Cecoslovacchia   | -   | 1   | -   | -    | -    | -   | -   | 1      |
| 16        | Germania Est     | -   | 1   | -   | -    | -    | -   | -   | 1      |
| 16        | Ucraina          | -   | -   | 1   | -    | -    | -   | -   | 1      |
| 16        | Grecia           | -   | -   | -   | 1    | -    | -   | -   | 1      |
| 16        | Danimarca        | -   | -   | -   | -    | -    | -   | 1   | 1      |

## Classifica di presenze
Dati aggiornati al termine della stagione 2024-25. In grassetto sono indicati i giocatori ancora in attività in squadre europee.

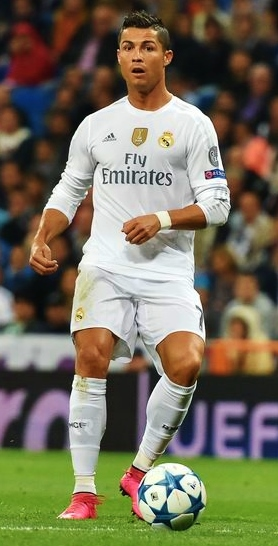
Cristiano Ronaldo è il giocatore più presente e il miglior marcatore nelle competizioni UEFA per club

Legenda: UCL = Coppa dei Campioni/Champions League, UEL = Coppa UEFA/Europa League, UECL = UEFA Europa Conference League/UEFA Conference League, CdC = Coppa delle Coppe UEFA, SU = Supercoppa UEFA, CI = Coppa Intercontinentale, Int = Coppa Intertoto.
| Pos. | Nazione                | Giocatore         | Presenze | Gol | Dettaglio presenze                    | Squadre                                                                        |
| ---- | ---------------------- | ----------------- | -------- | --- | ------------------------------------- | ------------------------------------------------------------------------------ |
| 1    | Portogallo (bandiera)  | Cristiano Ronaldo | 197      | 145 | UCL: 187 UEL: 8 SU: 2                 | Sporting Lisbona (3) Manchester Utd (68) Real Madrid (103) Juventus (23)       |
| 2    | Spagna (bandiera)      | Pepe Reina        | 190      | -   | UCL: 88 UEL: 81 UECL: 5 SU: 1 Int: 15 | Barcellona (11) Villarreal (50) Liverpool (84) Napoli (32) Milan (6) Lazio (7) |
| 3    | Spagna (bandiera)      | Iker Casillas     | 188      | -   | UCL: 181 UEL: 2 SU: 3 CI: 2           | Real Madrid (157) Porto (31)                                                   |
| 4    | Italia (bandiera)      | Paolo Maldini     | 174      | 3   | UCL: 140 UEL: 22 SU: 7 CI: 5          | Milan                                                                          |
| 5    | Spagna (bandiera)      | Xavi              | 173      | 13  | UCL: 157 UEL: 13 SU: 3                | Barcellona                                                                     |
| 6    | Italia (bandiera)      | Gianluigi Buffon  | 167      | -   | UCL: 132 UEL: 35                      | Parma (36) Juventus (126) Paris Saint-Germain (5)                              |
| 6    | Argentina (bandiera)   | Lionel Messi      | 167      | 132 | UCL: 163 SU: 4                        | Barcellona (153) Paris Saint-Germain (14)                                      |
| 8    | Paesi Bassi (bandiera) | Clarence Seedorf  | 163      | 15  | UCL: 131 UEL: 25 CdC: 2 SU: 3 CI: 2   | Ajax (16) Real Madrid (27) Inter (17) Milan (103)                              |
| 9    | Spagna (bandiera)      | Raúl              | 161      | 77  | UCL: 144 UEL: 11 SU: 3 CI: 3          | Real Madrid (138) Schalke 04 (23)                                              |
| 10   | Argentina (bandiera)   | Javier Zanetti    | 160      | 5   | UCL: 105 UEL: 54 SU: 1                | Inter                                                                          |

## Classifica marcatori
Dati aggiornati al termine della stagione 2024-25. In grassetto sono indicati i giocatori ancora in attività in squadre europee.
 Legenda: UCL = Coppa dei Campioni/Champions League, UEL = Coppa UEFA/Europa League, UECL = UEFA Europa Conference League/UEFA Conference League, CdC = Coppa delle Coppe UEFA, SU = Supercoppa UEFA, CI = Coppa Intercontinentale, Int = Coppa Intertoto.
| Pos. | Nazione                | Giocatore            | Gol | Presenze | Media | Dettaglio gol                       | Squadre                                                                   |
| ---- | ---------------------- | -------------------- | --- | -------- | ----- | ----------------------------------- | ------------------------------------------------------------------------- |
| 1    | Portogallo (bandiera)  | Cristiano Ronaldo    | 145 | 197      | 0,74  | UCL: 141 UEL: 2 SU: 2               | Sporting Lisbona (0) Manchester Utd (24) Real Madrid (107) Juventus (14)  |
| 2    | Argentina (bandiera)   | Lionel Messi         | 132 | 167      | 0,79  | UCL: 129 SU: 3                      | Barcellona (123) Paris Saint-Germain (9)                                  |
| 3    | Polonia (bandiera)     | Robert Lewandowski   | 113 | 159      | 0,71  | UCL: 105 UEL: 8                     | Lech Poznań (6) Borussia Dortmund (18) Bayern Monaco (69) Barcellona (20) |
| 4    | Francia (bandiera)     | Karim Benzema        | 92  | 157      | 0,59  | UCL: 90 SU: 2                       | Olympique Lione (12) Real Madrid (80)                                     |
| 5    | Spagna (bandiera)      | Raúl                 | 77  | 161      | 0,48  | UCL: 71 UEL: 4 SU: 1 CI: 1          | Real Madrid (68) Schalke 04 (9)                                           |
| 6    | Italia (bandiera)      | Filippo Inzaghi      | 70  | 115      | 0,61  | UCL: 50 UEL: 10 CdC: 2 SU: 1 Int: 7 | Parma (2) Juventus (27) Milan (41)                                        |
| 7    | Ucraina (bandiera)     | Andrij Ševčenko      | 67  | 143      | 0,47  | UCL: 59 UEL: 7 SU: 1                | Dinamo Kiev (25) Milan (38) Chelsea (4)                                   |
| 8    | Germania (bandiera)    | Gerd Müller          | 62  | 71       | 0,87  | UCL: 34 UEL: 4 CdC: 20 SU: 3 CI: 1  | Bayern Monaco                                                             |
| 8    | Paesi Bassi (bandiera) | Ruud van Nistelrooij | 62  | 92       | 0,67  | UCL: 60 UEL: 2                      | PSV (9) Manchester Utd (38) Real Madrid (13) Amburgo (2)                  |
| 8    | Argentina (bandiera)   | Sergio Agüero        | 62  | 109      | 0,57  | UCL: 47 UEL: 15 SU: 1               | Atlético Madrid (19) Manchester City (43) Barcellona (0)                  |

## Squadre vincitrici delle competizioni UEFA per club
- La Juventus, l'Ajax, il Bayern Monaco, il Chelsea e il Manchester Utd sono le sole cinque squadre che abbiano vinto tutte le tre maggiori competizioni UEFA originarie (Coppa dei Campioni/Champions League, Coppa delle Coppe e Coppa UEFA/Europa League).[14] La Juventus, inoltre, essendo stata la prima società a centrare tale traguardo ricevette come riconoscimento dalla confederazione europea di calcio la Targa UEFA[15] il 12 luglio 1988 a Ginevra (Svizzera).[16][17] Il club torinese è l'unico ad averlo fatto con lo stesso allenatore, nel caso specifico Giovanni Trapattoni,[18] oltreché quello che l'ha centrato nel minore lasso di tempo (otto anni). Viceversa, il Manchester United ha impiegato 49 anni per completare il suo treble.[19]
- Il Chelsea è l'unica squadra che abbia vinto le tre maggiori competizioni UEFA vigenti (Coppa dei Campioni/Champions League, Coppa UEFA/Europa League e UEFA Conference League).
- La Juventus è stata la sola squadra che abbia vinto le sei competizioni ufficiali della UEFA organizzate fino alla stagione 2020-2021.[20]
- Quando il Chelsea ha vinto la UEFA Europa League 2012-2013, il 15 maggio 2013, è diventato la prima e unica squadra a detenere contemporaneamente, anche se solo per una decina di giorni, sia l'Europa League che la Champions League, vinta nella stagione precedente: ciò è stato possibile in virtù del terzo posto conseguito dal Chelsea nella fase a gironi della UEFA Champions League 2012-2013, piazzamento che ha declassato la squadra londinese direttamente ai sedicesimi di finale di Europa League.[21]
- La Fiorentina è stata la prima squadra ad aver disputato almeno una finale in tutte e quattro le principali competizioni gestite dalla UEFA (Coppa dei Campioni/Champions League, Coppa delle Coppe, Coppa UEFA/Europa League, Conference League). Il club fiorentino è anche l'unico ad aver perso almeno una finale nelle quattro suddette competizioni, mentre il Chelsea è l'unico club ad averle vinte tutte e quattro almeno una volta.
- Sono quindici le squadre europee che hanno disputato almeno una finale in tutte le tre principali competizioni gestite dalla UEFA disputate fino alla stagione 2020-21. Oltre ai cinque club che le hanno vinte tutte e tre (Juventus, Ajax, Bayern Monaco, Chelsea e Manchester United), solo altre dieci squadre hanno giocato tutte le finali delle competizioni UEFA disputate fino al 2021: Real Madrid, Fiorentina, Liverpool, Arsenal, Atlético Madrid, Valencia, Porto, Amburgo, Borussia Dortmund e Tottenham. Fra queste quindici società, cinque le hanno perse tutte e tre almeno una volta (Amburgo, Fiorentina, Arsenal, Liverpool e Ajax), e solo sette possono ancora eguagliare il risultato ottenuto dalle squadre sopra citate, che le hanno vinte; nel caso delle rimanenti tre (Liverpool, Porto e Real Madrid), invece, ciò non è più possibile non avendo vinto la Coppa delle Coppe. Nel 2021-2022 è partita la nuova terza competizione stagionale, l'Europa Conference League, e le due finaliste della prima edizione, Roma e Feyenoord, sono state le prime due squadre ad aver disputato almeno una finale nelle tre principali coppe europee considerando questa competizione (Coppa dei Campioni/Champions League, Coppa UEFA/Europa League, Europa Conference League).
- Il Milan è la squadra con più finali perse, 11, di cui 4 in Coppa dei Campioni/Champions League, 4 in Coppa Intercontinentale (record condiviso con l'Independiente), 2 in Supercoppa UEFA e una in Coppa delle Coppe.
- L'Amburgo è l'unica squadra ad aver perso le finali nelle sei competizioni confederali disputate fino alla stagione 2020-2021. La squadra tedesca ha finora vinto quattro trofei UEFA: una Coppa dei Campioni, una Coppa delle Coppe e due Coppe Intertoto.
- Le squadre italiane sono le uniche che siano riuscite a fare proprie la Coppa dei Campioni/Champions League, la Coppa delle Coppe e la Coppa UEFA/Europa League nello stesso anno: la stagione europea 1989-90,[22] infatti, ha visto vincere il Milan la Coppa dei Campioni, la Sampdoria la Coppa delle Coppe, la Juventus la Coppa UEFA.
- Le squadre italiane sono le uniche che hanno perso tre finali di competizioni confederali disputatesi in una stessa stagione: la stagione europea 2022-23, infatti, ha visto le sconfitte in finale di Inter, Roma e Fiorentina rispettivamente in Champions League, Europa League e Conference League.[23]
- La federazione inglese e quella italiana son le uniche ad avere conquistato, con le proprie squadre, almeno una volta tutte le sette competizioni gestite dalla UEFA, vigenti o soppresse, nell'arco della propria storia.

## Giocatori vincitori di tutte le maggiori competizioni UEFA per club

Stefano Tacconi, l'unico portiere ad aver vinto tutti i principali trofei internazionali per club originari.

Nessun giocatore ha vinto tutte e sette le competizioni organizzate dall'UEFA nel corso della sua storia. Il numero massimo di competizioni confederali vinte è cinque, primato conseguito da sei giocatori (risultano mancanti la Coppa Intertoto e la Conference League).
| Giocatore       | Coppa dei Campioni/ Champions League | Coppa UEFA          | Coppa delle Coppe | Coppa Intercontinentale | Supercoppa UEFA |
| --------------- | ------------------------------------ | ------------------- | ----------------- | ----------------------- | --------------- |
| Antonio Cabrini | 1985 (Juventus)                      | 1977 (Juventus)     | 1984 (Juventus)   | 1985 (Juventus)         | 1984 (Juventus) |
| Gaetano Scirea  | 1985 (Juventus)                      | 1977 (Juventus)     | 1984 (Juventus)   | 1985 (Juventus)         | 1984 (Juventus) |
| Sergio Brio     | 1985 (Juventus)                      | 1990 (Juventus)     | 1984 (Juventus)   | 1985 (Juventus)         | 1984 (Juventus) |
| Stefano Tacconi | 1985 (Juventus)                      | 1990 (Juventus)     | 1984 (Juventus)   | 1985 (Juventus)         | 1984 (Juventus) |
| Arnold Mühren   | 1973 (Ajax)                          | 1981 (Ipswich Town) | 1987 (Ajax)       | 1972 (Ajax)             | 1973 (Ajax)     |
| Danny Blind     | 1995 (Ajax)                          | 1992 (Ajax)         | 1987 (Ajax)       | 1995 (Ajax)             | 1995 (Ajax)     |

Complessivamente, sono nove i calciatori che hanno vinto tutte e tre le principali competizioni UEFA per club originarie, ossia la Coppa dei Campioni/Champions League, la Coppa delle Coppe e la Coppa UEFA (la Coppa delle Coppe fu abolita nel 1999).
| Giocatore       | Coppa dei Campioni/ Champions League | Coppa UEFA/ Europa League | Coppa delle Coppe                |
| --------------- | ------------------------------------ | ------------------------- | -------------------------------- |
| Antonio Cabrini | 1985 (Juventus)                      | 1977 (Juventus)           | 1984 (Juventus)                  |
| Gaetano Scirea  | 1985 (Juventus)                      | 1977 (Juventus)           | 1984 (Juventus)                  |
| Marco Tardelli  | 1985 (Juventus)                      | 1977 (Juventus)           | 1984 (Juventus)                  |
| Arnold Mühren   | 1973 (Ajax)                          | 1981 (Ipswich Town)       | 1987 (Ajax)                      |
| Sergio Brio     | 1985 (Juventus)                      | 1990 (Juventus)           | 1984 (Juventus)                  |
| Stefano Tacconi | 1985 (Juventus)                      | 1990 (Juventus)           | 1984 (Juventus)                  |
| Danny Blind     | 1995 (Ajax)                          | 1992 (Ajax)               | 1987 (Ajax)                      |
| Gianluca Vialli | 1996 (Juventus)                      | 1993 (Juventus)           | 1990 (Sampdoria), 1998 (Chelsea) |
| Vítor Baía      | 2004 (Porto)                         | 2003 (Porto)              | 1997 (Barcellona)                |

A partire dal 2021, anno di introduzione dell'Europa Conference League, solo un giocatore è stato capace di vincere tutte e tre le principali competizioni UEFA per club vigenti, ossia Coppa dei Campioni/Champions League, Coppa UEFA/Europa League ed Europa Conference League.
| Giocatore        | Coppa dei Campioni/ Champions League | Coppa UEFA/Europa League | Europa Conference League |
| ---------------- | ------------------------------------ | ------------------------ | ------------------------ |
| Emerson Palmieri | 2021 (Chelsea)                       | 2019 (Chelsea)           | 2023 (West Ham Utd)      |

## Allenatori vincitori di tutte le maggiori competizioni UEFA per club

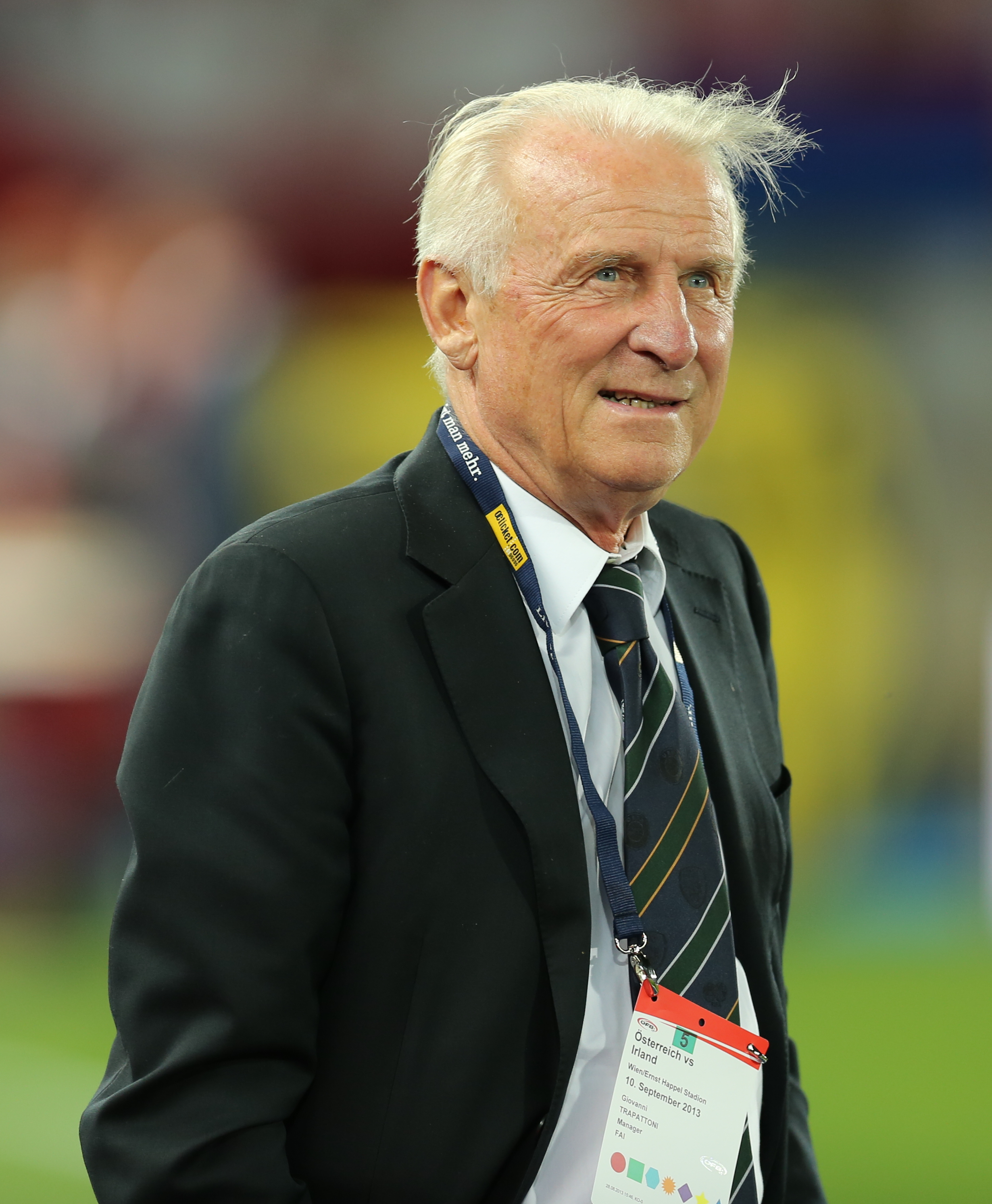
Giovanni Trapattoni è l'unico allenatore ad aver vinto tutte le maggiori competizioni UEFA per club originarie.

Nessun allenatore ha vinto tutte e sette le competizioni organizzate dall'UEFA nel corso della sua storia. Il numero massimo di competizioni confederali vinte è cinque, primato conseguito da un solo allenatore (risultano mancanti la Coppa Intertoto e l'Europa Conference League).
| Allenatore          | Coppa dei Campioni/ Champions League | Coppa UEFA                         | Coppa delle Coppe | Coppa Intercontinentale | Supercoppa UEFA |
| ------------------- | ------------------------------------ | ---------------------------------- | ----------------- | ----------------------- | --------------- |
| Giovanni Trapattoni | 1985 (Juventus)                      | 1977; 1993 (Juventus) 1991 (Inter) | 1984 (Juventus)   | 1985 (Juventus)         | 1984 (Juventus) |

Complessivamente sono due gli allenatori che hanno vinto tutte e tre le principali competizioni UEFA per club originarie, ossia la Coppa dei Campioni/Champions League, la Coppa delle Coppe e la Coppa UEFA (la Coppa delle Coppe fu abolita nel 1999).
| Allenatore          | Coppa dei Campioni/ Champions League | Coppa UEFA                         | Coppa delle Coppe |
| ------------------- | ------------------------------------ | ---------------------------------- | ----------------- |
| Udo Lattek          | 1974 (Bayern Monaco)                 | 1979 (Borussia Mönchengladbach)    | 1982 (Barcellona) |
| Giovanni Trapattoni | 1985 (Juventus)                      | 1977; 1993 (Juventus) 1991 (Inter) | 1984 (Juventus)   |

A partire dal 2021, anno di introduzione dell'Europa Conference League, solo un allenatore è stato capace di vincere tutte e tre le principali competizioni UEFA per club vigenti, ossia Coppa dei Campioni/Champions League, Coppa UEFA/Europa League ed Europa Conference League.
| Allenatore    | Coppa dei Campioni/ Champions League | Coppa UEFA/Europa League           | Europa Conference League |
| ------------- | ------------------------------------ | ---------------------------------- | ------------------------ |
| José Mourinho | 2004 (Porto) 2010 (Inter)            | 2003 (Porto) 2017 (Manchester Utd) | 2022 (Roma)              |

## Altri record

### Migliori vittorie

#### Partita singola
- Sporting Lisbona-APOEL 16-1 (Coppa delle Coppe 1963-1964, secondo turno)

#### Complessivo andata e ritorno
Andata: Jeunesse Hautcharage-Chelsea 0-8
Ritorno: Chelsea-Jeunesse Hautcharage 13-0
Complessivo: il Chelsea vince 21-0 (Coppa delle Coppe 1971-1972, primo turno)
Andata: Feyenoord-Rumelange 9-0
Ritorno: Rumelange-Feyenoord 0-12
Complessivo: il Feyenoord vince 21-0 (Coppa UEFA 1972-1973, primo turno)

#### In finale (partita singola)
- Paris Saint-Germain-Inter 5-0 (UEFA Champions League 2024-2025)

#### In finale (andata e ritorno)
Andata: Paris Saint-Germain-Juventus 1-6
Ritorno: Juventus-Paris Saint-Germain 3-1
Complessivo: la Juventus vince 9-2 (Supercoppa UEFA 1996)

### Partite con il maggior numero di gol

#### Partita singola
- Sporting Lisbona-APOEL 16-1, 17 gol totali (Coppa delle Coppe 1963-1964, secondo turno)

#### Complessivo andata e ritorno
Andata: Levski-Spartak Sofia-Reipas Lahti 12-2
Ritorno: Reipas Lahti-Levski-Spartak Sofia 1-7
Complessivo: il Levski-Spartak Sofia vince 19-3, 22 gol totali (Coppa delle Coppe 1976-1977, primo turno)

#### In finale (partita singola)
- Real Madrid-Eintracht Francoforte 7-3, 10 gol totali (Coppa dei Campioni 1959-1960)

#### In finale (andata e ritorno)
Andata: Paris Saint-Germain-Juventus 1-6
Ritorno: Juventus-Paris Saint-Germain 3-1
Complessivo: la Juventus vince 9-2, 11 gol totali (Supercoppa UEFA 1996)

### Migliori marcatori

#### Partita singola
- Kiril Milanov (Levski-Spartak Sofia), 6 gol (Levski-Spartak Sofia-Reipas Lahti 12-2; Coppa delle Coppe 1976-1977, primo turno)
- Osvaldo Mascarenhas (Sporting Lisbona), 6 gol (Sporting Lisbona-APOEL Nicosia 16-1; Coppa delle Coppe 1963-1964, secondo turno)

#### Complessivo andata e ritorno
Andata: Kiril Milanov, 6 gol (Levski-Spartak Sofia-Reipas Lahti 12-2)
Ritorno: Kiril Milanov, 4 gol (Reipas Lahti-Levski-Spartak Sofia 1-7)
Complessivo: Kiril Milanov (Levski-Spartak Sofia), 10 gol (Coppa delle Coppe 1976-1977, primo turno)

#### In finale
Ferenc Puskás (Real Madrid), 4 gol (Real Madrid-Eintracht Francoforte 7-3; Coppa dei Campioni 1959-1960).